# Thomas Berry
Thomas Berry, né à Greensboro le 9 novembre 1914 et mort dans la même ville le 1er juin 2009, est un prêtre catholique passioniste américain, théologien, écologiste et historien spécialiste de l'histoire culturelle.
Considéré comme un pionnier dans le champ des relations entre la religion et l'écologie, Thomas Berry, qui se décrit comme « écothéologien » et « géologien », estime que les religions dans leurs formes contemporaines ne peuvent répondre à la crise écologique que connaît le monde, sans qu'on puisse se passer d'elles pour résoudre cette crise. Pour Berry, « le Monde est une communion de sujets, pas une collection d'objets ».

## Biographie
William Nathan Berry est né en Caroline du Nord, à Greensboro, troisième des treize enfants de William Berry et Elizabeth Vize. Sujet à une épiphanie à l'âge de onze ans, il s'engage en 1933 dans la vie religieuse en rejoignant l'ordre passioniste où il prend le nom de « Thomas », en l'honneur de Thomas d'Aquin, et professe ses vœux en 1935. Après son ordination comme prêtre en 1942, il voyage et s'intéresse à l'histoire culturelle, s'intéressant particulièrement à l'origine de différentes cultures et à leur relation avec la nature.
Il passe un doctorat en histoire de la pensée occidentale à l'université catholique d'Amérique avec une thèse sur la philosophie de l'histoire de Giambattista Vico. Ayant appris le latin, l'italien, l'espagnol et l'allemand, il s'intéresse à l'Asie et se rend en Chine en 1948 pour étudier le chinois et la culture chinoise, se liant au spécialiste des cultures asiatiques William Theodore de Bary (en). Il doit quitter la Chine l'année suivante à l'arrivée au pouvoir de Mao Zedong et retourne aux États-Unis pour poursuivre son étude de la civilisation chinoise à l'université Seton Hall. Berry apprend également le sanskrit pour étudier l'Inde et ses traditions religieuses à l'université Columbia. De 1951 à 1954, il sert comme aumônier pour l'armée américaine en Allemagne et participe ensuite aux Philippines, sur l'île de Mindanao, à un programme d'éducation de la tribu T'boli et s'intéresse aux cultures amérindiennes ainsi qu'au chamanisme.
Il enseigne ensuite l'histoire culturelle de la Chine et de l'Inde aux universités de Seton Hall puis de Saint John à New York entre 1956 et 1965 avant de diriger, de 1966 à 1979, le programme d'études supérieures en histoire des religions à l'université Fordham. En 1970 fonde à Riverdale (en) le Riverdale Center of Religious Research qu'il dirige jusqu'en 1995. Ce disciple de Teilhard de Chardin dirige également l'American Teilhard Association entre 1975 et 1987.
En 1995 Berry se retire à Greensboro où il continue à travailler et recevoir jusqu'à son décès, le 9 novembre 2009.

## «Écothéologien» et «géologien»
Depuis ses débuts universitaires comme historien culturel et des religions, Berry s'est progressivement transformé en historien de la Terre et de ses processus évolutifs, se décrivant lui-même comme un « géologien ».
Pionnier dans le champ des relations entre la religion et l'écologie, Thomas Berry se décrit plutôt comme un « écothéologien » ou « géologien » que comme théologien. C'est un défenseur radical de l'environnement qui estime que la tradition chrétienne à la suite de la Bible, est marquée par une dimension anthropocentrique trop prononcée, souvent agressive et patriarcale, quand il s'agit de donner un avenir à la Terre.
Berry considère que les religions, dans leurs formes contemporaines ne peuvent pas répondre à la crise écologique que connait le monde, sans qu'on puisse se passer d'elles pour résoudre cette crise. Il considère d'ailleurs que la notion même de religion est en transition.
Il propose une spiritualité centrée sur la création, suivant laquelle celle-ci est réinterprétée selon les principes de l'écologie profonde, rejetant le rôle central conféré à l'humain dans le récit de la Genèse au profit d'une approche éthique plus holistique qui accorde à l'entièreté des habitants de la Terre - ce compris les plantes et les animaux - une place égale à celle des êtres humains. La Terre est pour lui non plus un objet mais un sujet qui agit en nous partout où nous agissons, dans une communion subjective avec celle-ci.
Berry est ainsi un des premiers auteurs à produire une « spiritualité de la terre », une théologie cosmocentrique qu'il fonde sur une analyse approfondie de l'évolution culturelle de l'Humanité. Il considère l'Univers comme un organisme unifié de subjectivités multiformes et individuelles : en définitive, pour Berry, « le Monde[, l'Univers,] est une communion de sujets, pas une collection d'objets ».

## Postérité
Berry a été considéré comme le guide spirituel du mouvement Creation Spirituality fondé par Matthew Fox (en). Son travail se poursuit au sein de la Thomas Berry Foundation, de l’American Teilhard Association, du Forum on Religion and Ecology at Yale, du Journey of the Universe project, à l’Elliott Allen Institute de l'École de théologie de Toronto... et dans le cadre de projets sur la conservation et la permaculture à travers le monde. Son influence est sensible au sein des Green Sisters, des religieuses catholiques actives dans l’environnementalisme, particulièrement la Genesis Farm de la dominicaine Miriam McGillis développant la permaculture. Parmi ses continuateurs, on compte également des chercheurs comme John Grim, Brian Swimme (en), Mary Evelyn Tucker, Jane Blewett et Lou Niznik.

### Œuvre
Traduite de l'anglais en plusieurs langues dont l'espagnol, l'italien, l'allemand, le chinois, etc. l’œuvre de Thomas Berry n'est toujours pas disponible en français, à l'exception de son ouvrage The Dream of the Earth paru en 1988 qui est devenu tant un best-seller qu'un ouvrage de référence et est disponible en français sous le titre Le rêve de la Terre depuis septembre 2021 (éd. Novalis au Canada et Salvator en France).

### Ouvrages
- (en) Thomas Berry, Mary Evelyn Tucker (éd.) et John Grim (éd.), The Christian Future and the Fate of Earth, Orbis Books, coll. « Ecology and Justice », 2011, 129 p. (ISBN 978-1-57075-917-8, lire en ligne)
- (en) Thomas Berry et Mary Evelyn Tucker (éd.) (préf. Mary Evelyn Tucker), The Sacred Universe : Earth, Spirituality, and Religion in the 21st Century, Columbia University Press, 2009
- (en) Thomas Berry et Mary Evelyn Tucker (éd.), Evening Thoughts : Reflecting on Earth as Sacred Community, Counterpoint Press, 2015 (1re éd. 2006)
- (en) Bill Plotkin (préf. Thomas Berry), Soulcraft : Crossing into the Mysteries of Nature and Psyche, New World Library, 2003, 320 p. (ISBN 978-1-57731-422-6, lire en ligne)
- (en) Thomas Berry, The Great Work : Our Way Into the Future, Harmony/Bell Tower, 2000
- (en) Thomas Berry et Thomas Clark, Befriending the Earth : A Theology of Reconciliation Between Humans and the Earth, Twenty-third Publications, 1991
- (en) Thomas Berry (préf. Terry Tempest Williams), The Dream of the Earth, Counterpoint Press, 2015 (1re éd. 1988), 264 p. (ISBN 978-1-61902-532-5)
- (en) Thomas Berry et Brian Swimme, The Universe Story : From the Primordial Flaring Forth to the Ecozoic Em, Harper, 1994
- (en) Thomas Berry, Religions of India, Columbia University Press, 1992 (1re éd. 1972)
- (en) Thomas Berry, Buddhism, Columbia University Press, 1989 (1re éd. 1968)
- (en) Thomas Berry, The Historical Theory of Giambattista Vico, Catholic University of America Press, 1949

### Articles
- (en) Thomas Berry, « Alienation in a Universe of Presence », Teilhard Studies, Anima Press, American Teilhard Association, no 48,‎ printemps 2004
- (en) Thomas Berry, « Technology and the Healing of the Earth », Teilhard Studies, Anima Press, American Teilhard Association, no 14,‎ 1985
- (en) Thomas Berry, « Teilhard in the Ecological Age », Teilhard Studies, Anima Press, American Teilhard Association, no 7,‎ 1982
- (en) Thomas Berry, « Management: The Managerial Ethos and the Future of Planet Earth », Teilhard Studies, Anima Press, American Teilhard Association, no 3,‎ printemps 1980
- (en) Thomas Berry, « The New Story », Teilhard Studies, Anima Press, American Teilhard Association, no 1,‎ hiver 1978

## Vidéographie
- (en) Teilhard de Chardin in the Age of Ecology by Thomas Berry, interview par Jane Blewett, Thomas Berry Foundation/Mary Helen Tucker, voir en ligne

#### Conférences
- (en) Thomas Berry's 80th Birthday Celebration, 1994
- (en) The Art and Crisis of Planet Earth, Holy Cross Centre, Port Burwell, 1987
- (en) The New Story, Chestnut Hill College, Philadelphie, 1984
- (en) The Twelve Principles